# Derya Kunur
Derya Kunur (* 1. September 1999 in Muş) ist eine türkische Leichtathletin, die im Langstreckenlauf und im Hindernislauf an den Start geht.

## Sportliche Laufbahn
Erste internationale Erfahrungen sammelte Derya Kunur im Jahr 2016, als sie bei den U18-Balkan-Meisterschaften in Kruševac in 6:44,38 min die Silbermedaille über 2000 m Hindernis gewann. Anschließend gelangte sie bei den erstmals ausgetragenen Jugendeuropameisterschaften in Tiflis mit 7:00,96 min auf den zwölften Platz. Im Jahr darauf belegte sie bei den U20-Europameisterschaften in Grosseto in 10:24,00 min den fünften Platz über 3000 m Hindernis und 2018 siegte sie in 10:17,91 min bei den U20-Balkan-Meisterschaften in Istanbul, ehe sie bei den U20-Weltmeisterschaften in Tampere mit 10:03,46 min auf den zwölften Platz gelangte. Im Dezember wurde sie bei den Crosslauf-Europameisterschaften in Tilburg nach 14:22 min 19. im U20-Rennen und sicherte sich in der Teamwertung die Bronzemedaille. Im Jahr darauf belegte sie bei den Balkan-Hallenmeisterschaften in Istanbul in 9:41,33 min den vierten Platz im 3000-Meter-Lauf und 2020 gelangten sie bei den Balkan-Meisterschaften in Cluj-Napoca mit 17:05,85 min auf den vierten Platz über 5000 Meter und gewann im Hindernislauf in 10:21,81 min die Bronzemedaille hinter der Ukrainerin Natalija Strebkowa und Elena Pănăeţ aus Rumänien. Im Jahr darauf schied sie bei den U23-Europameisterschaften in Tallinn mit 10:19,79 min im Vorlauf aus und im Dezember wurde sie bei den Crosslauf-Europameisterschaften in Dublin nach 22:20 min 40. im U23-Rennen. 2023 belegte sie bei den World University Games in Chengdu in 16:32,99 min den achten Platz im 5000-Meter-Lauf und gelangte im Halbmarathon mit 1:15:15 h auf den fünften Platz und sicherte sich in der Teamwertung die Goldmedaille. 2024 kam sie bei den Balkan-Hallenmeisterschaften in Istanbul über 3000 Meter nicht ins Ziel. Ende Mai gewann sie bei den Balkan-Meisterschaften in Izmir in 9:45,69 min die Silbermedaille im Hindernislauf hinter der Albanerin Luiza Gega. Kurz darauf verpasste sie bei den Europameisterschaften in Rom mit 9:44,51 min den Finaleinzug. Im Dezember wurde sie bei den Crosslauf-EM nach 27:03 min 30. im Einzelbewerb.
2025 gewann sie bei den Balkan-Hallenmeisterschaften in Belgrad in 9:07,34 min die Bronzemedaille über 3000 Meter hinter der Rumänin Stella Rutto und ihrer Landsfrau Bahar Yıldırım. Im April wurde sie bei den Straßenlauf-Europameisterschaften in Löwen in 33:41 min 53. über 10 km.
In den Jahren 2020 und 2023 wurde Kunur türkische Meisterin im 3000-Meter-Hindernislauf sowie 2025 im 10-km-Straßenlauf. Zudem wurde sie 2019 und 2023 Hallenmeisterin über 3000 Meter sowie 2025 über 1500 Meter.

## Persönliche Bestleistungen
- 1500 Meter: 4:23,95 min, 28. August 2022 in Bursa
  - 1500 Meter (Halle): 4:19,90 min, 21. Februar 2025 in Istanbul
- 3000 Meter: 9:18,91 min, 26. August 2022 in Bursa
  - 3000 Meter (Halle): 9:07,30 min, 28. Januar 2025 in Istanbul
- 5000 Meter: 16:32,99 min, 5. August 2023 in Chengdu
- 10.000 Meter: 33:15,60 min, 6. Mai 2023 in Mersin
- 10-km-Straßenlauf: 33:41 min, 13. April 2025 in Löwen
- Halbmarathon: 1:14:29 h, 8. Oktober 2023 in Ankara
- 2000 m Hindernis: 6:22,93 min, 23. Juni 2023 in Posen
- 3000 m Hindernis: 9:36,56 min, 30. April 2024 in Huelva